# Furacão Kristy (2006)
O furacão Kristy foi o décimo segundo ciclone tropical nomeado e o oitavo furacão da temporada de furacões no Pacífico de 2006. Kristy formou-se a oeste da costa México e alcançou o pico de intensidade com ventos constantes por 1 minuto estimados em 130 km/h, segundo o Centro Nacional de Furacões. Por formar-se longe da costa e seguir para oeste, Kristy não provocou mortes nem danos. Nenhum navio foi afetado pelo furacão.

## História meteorológica

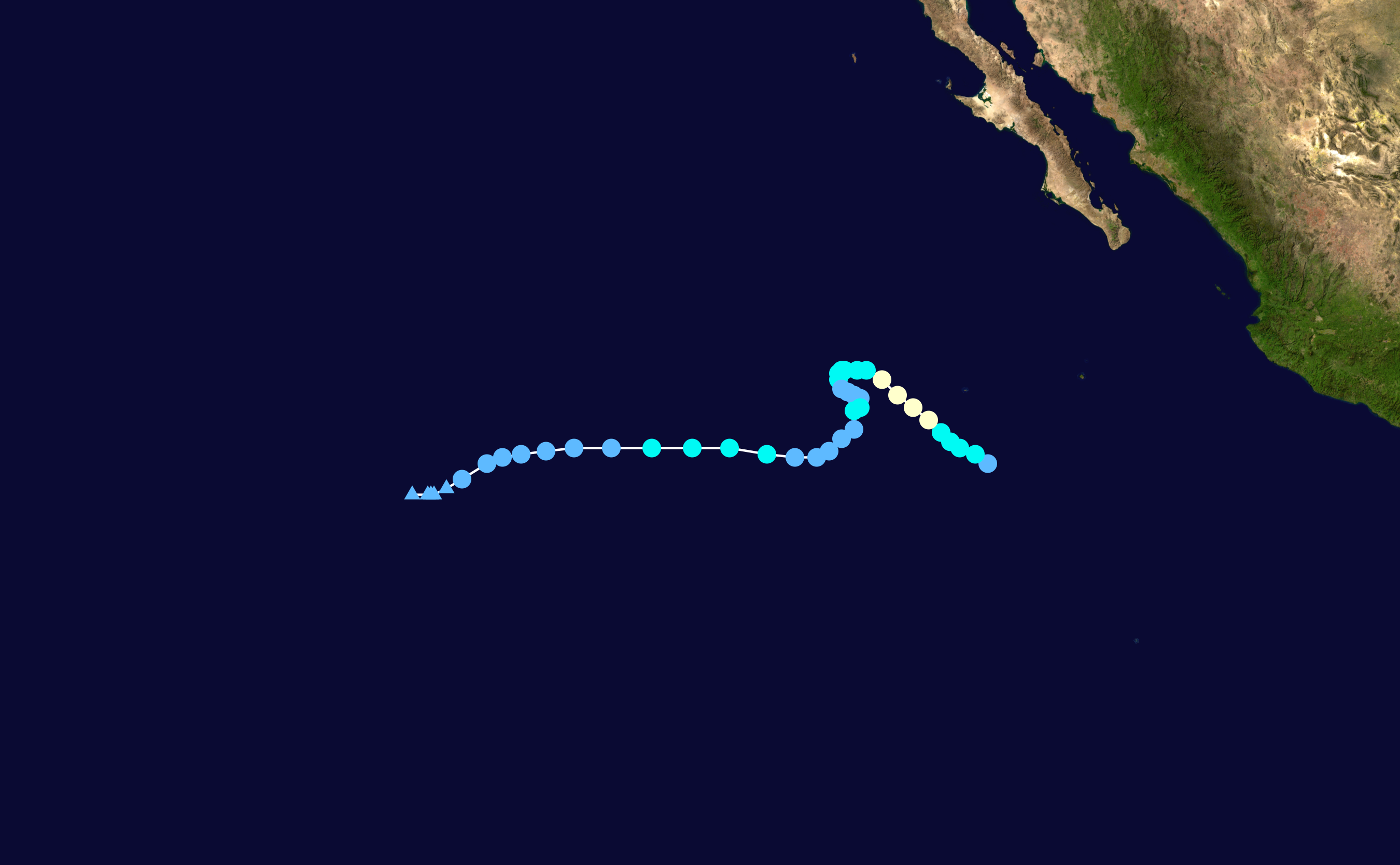
O caminho de Kristy

Kristy formou-se de uma onda tropical que deixou a costa ocidental da África em 13 de Agosto. Inicialmente, esta onda apresentava vórtices de nuvens de baixos níveis e poucas áreas de convecção associadas. A onda cruzou o Oceano Atlântico, o Mar do Caribe e o Oceano Pacífico nordeste por cerca de duas semanas. Havia poucas áreas de convecção associadas à onda até o sistema cruzar a América Central em 22 de Agosto. A onda continuou a mover-se para oeste até em 29 de Agosto, quando o sistema começou a mostrar sinais de intensificação. Baseado em classificações Dvorak, foi estimado que a onda tornou-se uma depressão tropical por volta da meia-noite de 30 de Agosto a cerca de 960 km a sudoeste de Cabo San Lucas, México. Seis horas depois, a depressão tornou-se uma tempestade tropical.
O ciclone intensificou-se mais assim que o sistema movia-se para noroeste e tornou-se um furacão por volta das 06:00 UTC de 31 de Agosto. O furacão alcançou o pico de intensidade com ventos constantes de 130 km/h e uma pressão atmosférica central mínima de 985 mbar por volta do meio-dia daquele mesmo dia, quando um olho irregular foi observado em imagens de satélite. Logo após, as correntes profundas de ar colapsaram-se e Kristy começoua mover-se erraticamente por um período de tempo. O furacão então começou a se enfraquecer devido aos ventos de cisalhamento vindos do nordeste causados pelos fluxos externos do furacão John que estava se aproximando da Península da Baixa Califórnia. Uma área de alta pressão formou-se ao norte do sistema e Kristy começou a se mover lentamente para oeste, variando sua intensidade entre tempestade tropical e depressão tropical até que por volta das 06:00 UTC de 8 de Setembro, Kristy degenerou-se numa área de baixa pressão remanescente. A área de baixa pressão remanescente continuou a mover-se lentamente para oeste e degenerou-se numa onda tropical em 9 de Setembro.

## Preparativos e impactos
Por estar durante todo o seu período de existência em mar aberto, a milhares de quilômetros da costa mais próxima, Kristy não provocou nenhum dano ou casualidade. Nenhum navio ou estação meteorológica registrou a passagem de Kristy.